# グランドアロー号

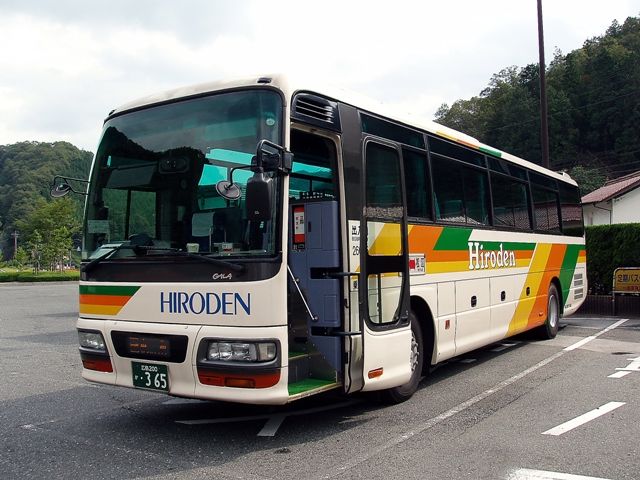
グランドアロー号（広島電鉄）

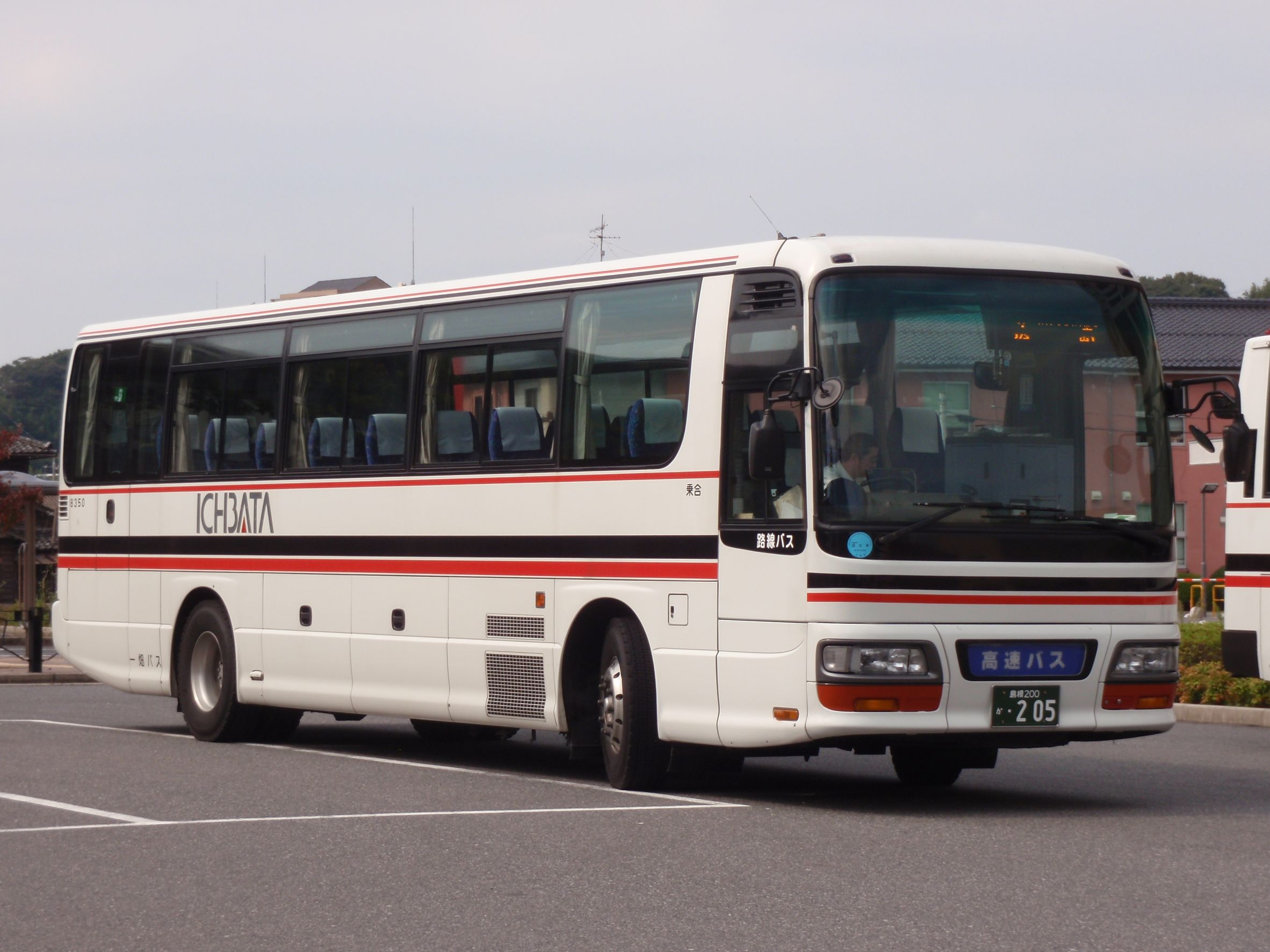
グランドアロー号（一畑バス）

グランドアロー号（グランドアローごう）は広島県広島市と島根県松江市を結ぶ高速バスである。

## 概要
1950年に一般道経由の特急・急行バスとして運行を開始したという、日本の中長距離バスとしては屈指の歴史を持つ。木次線・芸備線経由の急行ちどりが廃止された後は、両都市を結ぶ唯一の公共交通機関として重用されている。広島市内を除いてクローズドドアシステムを採用していないため、沿線となる広島県備北地区・島根県東部と広島市・松江市を相互に結ぶ地域間路線としての位置づけも有している（同様の位置づけを持つ高速バス路線としては、他にみこと号や広島 - 三次 - 庄原 - 東城線、いさりび号などがある）。
1日18往復運行。うち15往復は停留所が少ない特急便で、さらにそのうち9往復は広島バスセンター - 松江駅間をノンストップで運行。
運行体制は広電・一畑がそれぞれ9往復。内訳は普通便：松江行きが広電1本・一畑2本、広島行きが広電2本・一畑1本。特急便は松江行きが広電4本・一畑2本。広島行きが広電2本・一畑4本。ノンストップ便が松江行きが広電4本・一畑5本、広島行きが広電5本・一畑4本。
全便座席指定制（インターネット・コンビニ（ローソン・ファミリーマート）予約（発券）も可能）だが、当日空席がある場合には予約なしで乗車でき、現金で支払うことができる。ただし同一県内（広島 - 三次間など）での予約は当初からできない。かつては広島電鉄便のみPASPY・ICOCAの利用が可能だった。
一畑バス担当便では、一般路線で採用されている交通系ICカードや一畑電車の便利回数券の利用はできない。

## 歴史
- 1950年10月1日:一畑電気鉄道（現・一畑バス）が単独で松江-広島間の直通急行バスを運行開始。昼行・夜行の各1往復で全区間195kmを6時間30分で走破、当時は日本最長距離の路線バスであった。しかし、バスを追うように国鉄が1953年から運行開始した広島-松江間直通快速列車「ちどり号」の影響を受け、1956年に一旦路線を休止する。[2]
- 1958年4月:一畑電気鉄道、松江-広島間直通急行バスを再開。
- 1960年4月15日:広島電鉄が単独で広島 - 志学（三瓶温泉）間に特急バスを運行開始。
- 1960年7月25日:広島電鉄が一畑電気鉄道の運行していた広島 - 松江間の特急・急行バスに参加し、2社共同運行となった。当時は夜行のみであった。その後、昼行も運行開始。
- 1970年12月23日:特急・急行バス松江線（夜行）の広島側を宮島口まで延長し、宮島口 - 広島 - 松江間となる。
- 1972年3月15日:夜行を廃止し、昼行のみとなる。
- 1978年6月10日:特急バス三瓶線を急行バスに格下げ。
- 1986年5月22日:特急・急行バス松江線のうち2往復を広島自動車道・中国自動車道経由の高速バスに変更。
- 1987年12月24日:急行バス三瓶線を廃止。
- 1987年12月25日:特急・急行バス松江線の残りも広島自動車道・中国自動車道経由に変更（一般道経由便の廃止）。
- 1989年12月22日:愛称が「グランドアロー号」となる。ただし、当時はノンストップ便のみを指す名称だった[3]。
- 1998年7月1日:県民会館前（一畑百貨店前）停留所廃止[4]。
- 2001年4月20日:山陰自動車道　松江玉造IC - 宍道IC間開通に伴い、同区間を高速道経由に変更。さらに、一時的に休憩が廃止。これにより16分短縮し、従来の玉造温泉入口、宍道停留所は廃止となり、代替として山陰道上に玉造、宍道バス停を新設し両停留所に特急便が停車するようになる。また、恩谷（頓原 - 掛合間）・入間（掛合 - 三刀屋間）・岩倉（加茂柳橋 - 宍道間）の三停留所を廃止。[5]
- 2002年4月1日:時刻見直しに伴い、休憩が復活し、当時広島県布野村の道の駅ゆめランド布野での休憩となる。これにより広島 - 松江間の所要時間が15分延びる。また、特急便が広島高速4号線経由となり、大塚駅に停車するようになる。
- 2003年4月20日:山陰自動車道・松江自動車道　宍道IC - 三刀屋木次IC間開通に伴い、同区間を高速道経由に変更。（これにより5分短縮し、加茂柳橋停留所が廃止となり、代替として松江道上に加茂停留所が設置され、特急便が停車するようになる。
- 2006年7月18日:集中豪雨による災害で山陰自動車道 松江玉造IC - 宍道IC間が通行止めとなり、該当区間は国道9号線上に臨時バス停を設けて迂回運行（8月9日まで）。
- 2008年12月20日:広電運行便で、PASPYの使用開始。（この時点では広島 - 松江間の全線で使用できた。）
- 2012年4月1日:特急便を吉田掛合IC経由に変更（普通便は経由しない）。特急便のみ新設された松江自動車道上の木次高速停留所に停車。
- 2013年4月1日:松江自動車道三次東JCT - 吉田掛合IC間開通に伴い、ダイヤ改正[6]。
  - 普通便・特急便共に松江道（三次東JCT）経由に変更され、普通便の広島側の経由地も特急便と同じ広島高速4号線経由に変更となる。これに伴い、三次インター・道の駅たかの・道の駅たたらば壱番地バス停に新規停車開始。また、普通便も木次高速停留所に停車するようになる。一方、これにより三次バスセンター - 木次間の国道54号上の10箇所の停留所[7]と普通便が経由していた中筋駅は経由しなくなる。休憩地も、国道54号沿いの道の駅ゆめランド布野から中国道江の川PAに変更され、休憩時間が5分に短縮される。以上の経路変更などにより、大塚駅・高宮 - 木次間の所要時間が23分短縮される。
  - 始発便の繰り上げと最終便の引き下げが行われて、特急便2往復を増便。
  - 広島電鉄便に予約なしで乗車した場合におけるPASPYの利用可能区間を広島県内（広島BC - 道の駅たかの間）のみに変更。これにより、特急便では使用不可となる。

国道54号時代の停留所（太字が停留所。ただしいずれの停留所も特急便は通過。）
三次IC - （国道375号） - （国道183号） - 三次バスセンター - 国道54号 - 道の駅ゆめランド布野（休憩地） - 下布野 - 上布野 - 横谷 - 赤名（赤名駅） - 来島 - 頓原 - 掛合 - 三刀屋 - 木次 - 三刀屋木次IC
- 2013年8月1日:江の川PAでの休憩時間が5分から10分に延長。これにより、所要時間が5分延びる。
- 2014年7月19日:ダイヤ改正。[9]
  - 広島側の発着地が広島バスセンターから広島駅新幹線口まで延伸。これに伴い、広島電鉄便に予約なしで乗車した場合におけるPASPYの利用可能区間も広島駅新幹線口まで拡大。（この時点では、乗降車場所は駅東側のシェラトンホテル前の停留所だった。）
  - 広電バスの運行本数が2往復増便。うち、最終の1往復は広島バスセンター - 松江駅間をノンストップで運行。
  - 普通便の本数が6往復から3往復に削減。（なおこの時点では、たたらば壱番地にはさらに2往復が停車。）
- 2015年1月13日:一部区間の片道・往復割引・回数券・WEB特便割引の運賃を改定。片道運賃の場合、松江駅～広島駅新幹線口間が大人3900円となる。
- 2015年7月31日:ダイヤ改正。
  - 広島県内の久地・千代田・美土里・高宮・道の駅たかのの各停留所の廃止。これにより、広島電鉄便に予約なしで乗車した場合におけるPASPYの利用可能区間が広島駅新幹線口 - 三次インター間に短縮される。
  - たたらば壱番地への停車本数が3往復に減便。三次インターとともに普通便のみの停車停留所となる。
  - これに伴う所要時間の見直しで、普通便の広島バスセンター - 松江駅間の所要時間は従来の3時間12分から3時間01分に短縮される。
  - 松江発の本数が朝に1往復増便となる代わりに夜の1往復が減便。
  - 広電・一畑の運行本数が9往復ずつに変更。また、普通便の担当が松江行き・広島行きともに広電2本・一畑1本に統一。
- 2016年11月1日:ダイヤ改正。
  - 広島バスセンター - 松江駅間ノンストップ便を、全体の半分に当たる9往復まで増便。
  - 松江しんじ湖温泉直通便が広島発がノンストップのうち最終を除く8便のみに、松江発はノンストップのうちの5便のみに減便。
  - PASPY・ICOCAの使用が終了。
- 2017年7月19日:この日から、広島駅新幹線口の乗降車場所が駅前広場内に変更される。また、大塚駅→三次インター間の所要時間が3分延長され、広島発松江行きの広島BC - 松江駅間で2時間55分になる。
- 2024年10月1日:ダイヤ改正。
  - 松江しんじ湖温泉駅バス停を廃止し、全便松江駅発着に変更。

## 運行会社
- 一畑バス
  - 担当営業所：本社(松江市)
- 広島電鉄
  - 担当営業所：広島北営業課

## 運行経路・停車停留所
太字は停車停留所。広島駅新幹線口 - 大塚駅間相互のみの利用は不可。
括弧で括られた停留所は普通便のみ停車。
鍵括弧で括られた停留所は普通便と特急便が停車。（ノンストップ便は通過）
広島駅新幹線口 - 合同庁舎前（←広島駅方面のみ停車） - 広島バスセンター - 中広出入口 - 広島高速4号線 - 沼田出入口 - 「大塚駅」 - 広島西風新都IC - 広島自動車道 - 中国自動車道 - （三次インター） - 中国自動車道 - 松江自動車道 - （道の駅たたらば壱番地） - 「木次高速」 - 「加茂」 - 松江自動車道 - 山陰自動車道 - 「宍道」 - 「玉造」 - 山陰自動車道 - 松江西IC - 松江駅
- 全便とも江の川PAで休憩を行う。
- なおかつては、沿線の久地、千代田、美土里、高宮、道の駅たかのにも普通便が停車していたが、2015年7月31日以降は通過となった。

## 運行車両
原則として4列シート・トイレ付きのスーパーハイデッカー・ハイデッカーを使用する。かつて、広島電鉄便には元ニューブリーズ号用の車両を転用したダブルデッカーの運用があった。なお、車両運用の都合上、広島電鉄はメリーバード号（広島 - 米子）と共通運用となっている便もある。